# Nebulosa da Bolha
NGC 7635, também conhecida de Nebulosa da Bolha, Shaspless 162 e Caldwell 11 é uma nebulosa de emissão localizada na constelação de Cassiopeia a 11 mil anos luz da Terra. A bolha que caracteriza essa nebulosa é criada pelo forte vento estelas que provem de uma fonte de quente, que é uma estrela jovem (SAO 20575) de 8,7 magnitude e de massa solar de 15 ± 5. Essa nebulosa esta perto de uma grande nuvem molecular. A estrela jovem que esta em seu centro brilha e esta nebulosa emite o brilho da estrela. Foi descoberto em 1787 por Friedrich Wilhelm Herschel.

## Observação
Esta nebulosa é difícil de ser observada a telescópio de 8 a 10 polegadas (250mm), aparece como algo extremamente fraco e quase invisível. Uma estrela de magnitude 7 localizada a oeste dificulta a observação. Utilizando-se 16-18 polegadas (460mm) pode-se observar uma nebulosa fraca e inrregular sendo mais alongada no sentido norte-sul.

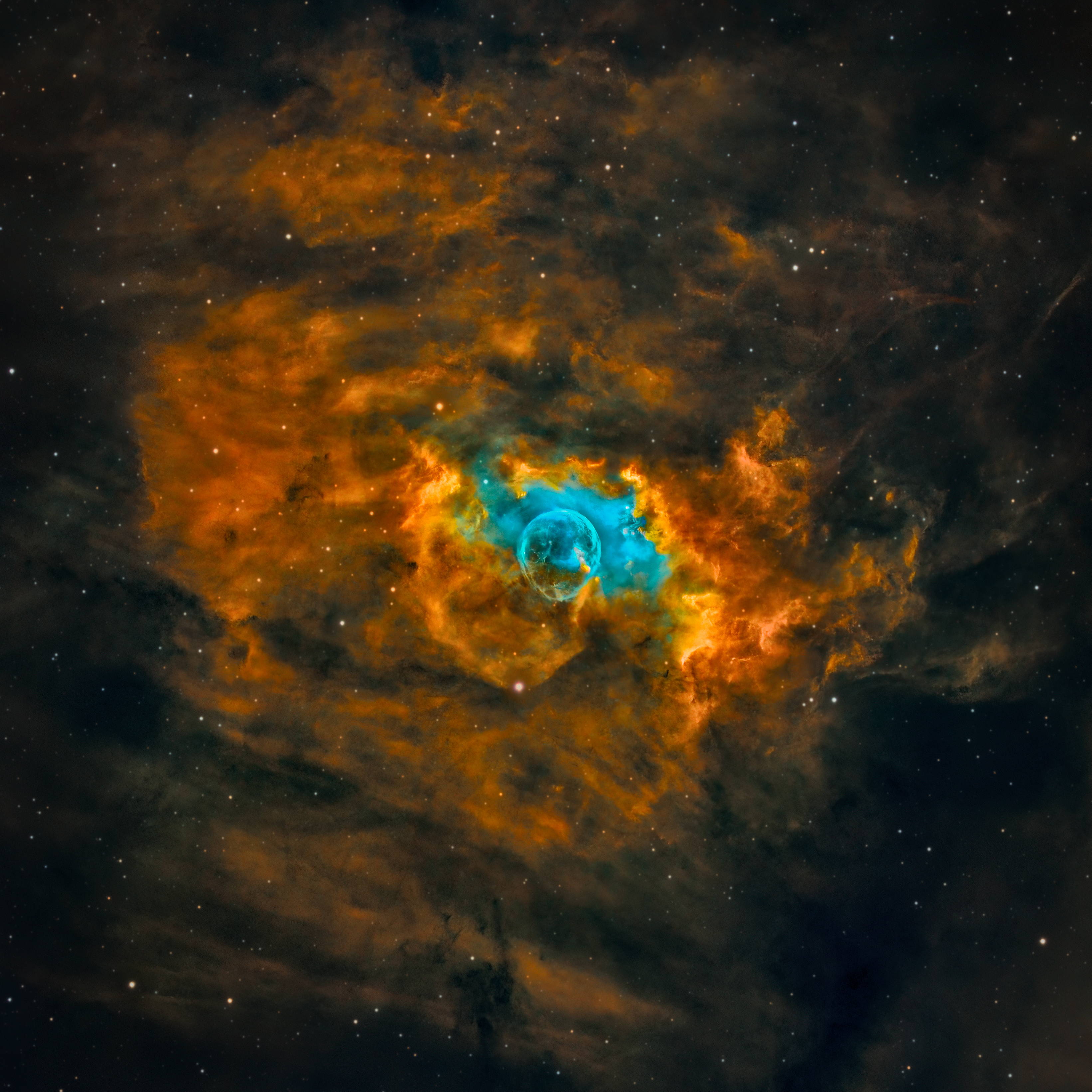
Fotografia da Nebulosa da Bolha em esquema de cores Hubble (Ha, SII and OIII) feita por astrônomo amador.